# محمد علي هاشم
الدكتور محمد علي هاشم اكاديمي وزير التعليم العالي السابق سوري مواليد مدينة حلب عام 1936م

## حياتة
درس في مدارس حلب وحصل على شهادة البكالوريا من ثانوية المأمون باعلى الدرجات .سافر الى مدينة دمشق لمتابعة دراسته بكليه الطب عام ١٩٦٠نتيجة لتفوقه ارسلته الدولة معيد موفد لمتابعة لاختصاص في غدد الصم والسكري في اكاديمية الطب العليا في الاتحاد السوفيتي وأصبح رئيس اتحاد الطلبة العرب هناك.
حاصل على الدكتوراه عين وكيل كليه الطب البشري بجامعة دمشق وبدا التدريس فيها .
عضو مجلس شعب بالتعين عام ١٩٧٠
عام ١٩٧٢اصبح وزير للتعليم العالي وكانت أهم أعماله خلالها :
-عدل مدة دراسة الطب من سبع سنوات الى ستة سنوات
- طبع ثلاثة كتب اساسية بعد ترجمتها من الانكليزية الى العربية في
- امراض الطب
- موسوعة الجراحة العامة لاريسون
- قاموس الطب العربي باشراف الدكتور هيثم خياط

عام ١٩٦٨عين مدير لمستشفى الاسد الجامعي بدمشق واستمر الى عام ١٩٩٢
اشرف على 4 رسائل دكتوراة بورد عربي و37 رسالة ماجستير
استمر في مزاولة مهنة الطب في عيادتة في فيكتوريا ثم في عام ١٩٩٤عاد الى مدينة حلب
درس في جامعة حلب واستمر بمزاولة مهنة الطب في عيادتة في ساحة سعد الله الجابري

## الاوسمة التي حصل عليها
-وسام فارس من باريس
-وسام الشرف من جامعة الاردن
-وسام من اتحاد الطلبة العرب
-وسام بطل الانتاج في دمشق استمر في تدريس في جامعة دمشق

## المرجع
الموسوعة التاريخية لأعلام حلب/هنادي هاشم